# Arachnodaktylie

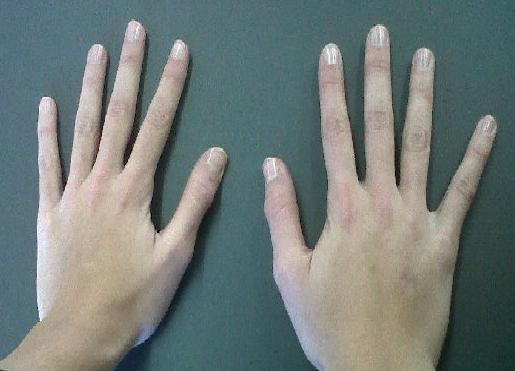
Arachnodaktylie.

Arachnodaktylie označuje dlouhé a tenké (doslova „pavoučí“) prsty. Jedná se o příznak charakteristický pro Marfanův syndrom, homocysteinurii, Sticklerův syndrom, syndrom Shprintzenův-Goldbergové či Praderův–Williho syndrom.